# Tara Singh Bal
Tara Singh Bal fue un diplomático indio. En 1926 fue comisionado en Real Academia de Sandhurst al Ejército Indio Británico. Y en 1947 fue Comandante de la Región de Nueva Delhi. De 1949 a 1953 en la Guerra indo-pakistaní de 1947 fue Teniente general y comandante en Kashmir.  De 1953 a 1957 fue Intendente del Estado Mayor.  De 1957 a 1960 ya retirado fue delegado suplente de India en la International Control Commission en Laos y Vietnam.  De 1961 a 1964 fue Embajador en Buenos Aires con coacreditición en Asunción y a partir de 1973 como enviado en Montevideo. En 1973 fue presidente de la Indian Ex-Services League.